# Elisabeth (musical)
Elisabeth is een dramatische musical met teksten van Michael Kunze en muziek van Sylvester Levay. De wereldpremière, met de Nederlandse Pia Douwes in de hoofdrol, vond plaats op 3 september 1992 in Wenen. In de musical wordt het leven van keizerin Elisabeth als flirt met de Dood afgebeeld.
De musical ging op zondag 21 november 1999 in het Circustheater te Scheveningen in Nederlandse première. Op zondag 22 maart 2009 vond in de Stadsschouwburg van Antwerpen de Vlaamse première plaats. In de zomer van 2022 bracht Festival Bruxellons! de eerste Franstalige versie van Elisabeth, in openlucht bij Chateau du Karreveld in Brussel. Een van de voorstellingen vond plaats tijdens het 30-jarige jubileum van de musical. 

## Beschrijving
Elisabeth vertelt het levensverhaal van Elisabeth van Oostenrijk-Hongarije (Keizerin "Sisi"), en wijkt hierin sterk af van de geromantiseerde Sissi-films uit de jaren vijftig met Romy Schneider in de hoofdrol. Haar vluchtgedrag en verlangen naar de dood komen in deze interpretatie duidelijk uit de verf; er wordt meer recht gedaan aan het karakter van haar schoonmoeder Sophie. Uiteindelijk wordt de moord door Luigi Lucheni in 1898 afgeschilderd als een omarming van de dood. Er wordt ook een tijdsbeeld geschilderd met als elementen; verval van de Oostenrijks-Hongaarse dubbelmonarchie, opkomend nationalisme, antisemitisme en revolutie.
De musical werd met name in Wenen na de wereldpremière in 1992 een groot succes. De Nederlandse productie wijkt iets af van de originele, aangezien Joop van den Ende en zijn team de vrije hand hebben gekregen om de show "toegankelijker te maken voor het Nederlandse publiek". Historische thema's kregen minder aandacht of werden achterwege gelaten ten behoeve van de persoonlijke ontwikkeling van Elisabeth en haar relatie met de Dood.
Naast de Nederlandse productie waren er ook producties te zien in Boedapest, Hongarije, waar sindsdien de musical regelmatig op het programma staat van het Operette Theater in Boedapest.
De Duitse première in 2001 was een succes. Pia Douwes speelde wederom de titelrol en werd later vervangen door Maike Boerdam. Boerdam mocht de show openen in Stuttgart met een Nederlandse understudy: Annemieke van Dam. Later heeft ook de Nederlandse Wietske van Tongeren deze rol in Stuttgart mogen spelen. Douwes kroop nog een keer in rol van Elisabeth in Stuttgart, om de productie daar af te sluiten.
In Wenen werd Elisabeth weer op de planken gebracht in 2003. Nadat Maya Hakvoort Pia Douwes verving in 1994, mocht eerstgenoemde ook nu weer deze rol vertolken. In december 2005 viel het doek voor Elisabeth in Wenen. De cast van de Weense repriseversie is later ook op tournee naar Japan en Italië gegaan.
Vanaf april 2008 was Elisabeth in het Theater des Westens in Berlijn en ook in Zürich te zien in een nieuwe regie van Harry Kupfer, die ook verantwoordelijk was voor de oerversie (en de daarop gebaseerde repriseversie) in Wenen. De productie stond tot 27 september 2008 in Duitsland en was van 20 maart tot 19 april 2009 in de Stadsschouwburg van Antwerpen te zien met een overwegend Vlaamse cast. Daarna heeft de productie verder getoerd door Duitsland met Annemieke van Dam als eerste bezetting van Elisabeth.
In juni 2017 vond Elisabeth in concert plaats: 18 jaar na de Nederlandse première kwam een groot gedeelte van de oude castleden weer samen voor een reünieconcert met als decor Paleis het Loo. 
De cast bestond uit Pia Douwes (Elisabeth), Jeroen Phaff (Franz Joseph), Stanley Burleson (De Dood), Doris Baaten (Sophie), Wim Van Den Driessche (Luigi Lucheni) en Addo Kruizinga (Rudolf), bijgestaan door een orkest onder leiding van Maurice Luttikhuis.
Er waren zeven shows van maandag 12 tot en met zaterdag 17 juni 2017. Per show konden 4000 mensen luisteren, alle shows waren uitverkocht.
De componist Sylvester Levay was maandag 12 juni eregast bij de première.

## Cast in Wenen
| Elisabeth Oostenrijk                            | Wenen (1992-1996) | Wenen (1996-1998)    | Wenen (2003-2004) | Wenen (2006)   | Wenen (2011-2012)          | Wenen (2019) Schloss Schönbrunn | Wenen (2022) Schloss Schönbrunn |
| ----------------------------------------------- | ----------------- | -------------------- | ----------------- | -------------- | -------------------------- | ------------------------------- | ------------------------------- |
| Keizerin Elisabeth in Beieren (1837-1898)       | Pia Douwes        | Maya Hakvoort        | Maya Hakvoort     | Maya Hakvoort  | Annemieke van Dam          | Pia Douwes                      | Maya Hakvoort                   |
| Jonge Keizerin Elisabeth in Beieren (1837-1898) |                   |                      |                   |                |                            |                                 | Abla Alaoubi                    |
| De Dood                                         | Uwe Kröger        | Addo Kruizinga       | Máté Kamarás      | Máté Kamarás   | Mark Seibert               | Mark Seibert                    | Mark Seibert                    |
| Luigi Lucheni                                   | Ethan Freeman     | Bruno Grassini       | Serkan Kaya       | Serkan Kaya    | Kurosch Abbasi             | David Jakobs                    | David Jakobs                    |
| Keizer Frans Jozef I van Oostenrijk             | Viktor Gernot     | Leon van Leeuwenberg | André Bauer       | André Bauer    | Franziskus Hartenstein     | Viktor Gernot                   | André Bauer                     |
| Aartshertogin Sophie van Beieren                | Else Ludwig       | Isabel Weicken       | Else Ludwig       | Else Ludwig    | Daniela Ziegler            | Daniela Ziegler                 | Daniela Ziegler                 |
| Aartshertog Rudolf van Oostenrijk (1858-1889)   | Andreas Bieber    | Thomas Harke         | Jesper Tydén      | Fritz Smid     | Anton Zetterholm           | Lukas Perman                    | Lukas Perman                    |
| Hertog Maximiliaan Jozef in Beieren             | Wolfgang Pampel   | Ronny Holzschein     | Dennis Kozeluh    | Dennis Kozeluh | Christian Peter Hauser     | Hans Neblung                    | Hans Neblung                    |
| Hertogin Ludovika van Beieren                   | Christa Wettstein | Christa Wettensrtein | Susanna Panzner   | Luzia Nitstler | Carin Filipčić             | Patricia Nessy                  | Katja Berg                      |
| Kleine Rudolf                                   | Markus Neubauer   | Thomas Lichtenecker  | Johann Ebert      |                | Philipp Gruber-Hirschbrich |                                 |                                 |

## Cast in Duitsland
| Elisabeth Duitsland                           | Essen (Noordrijn-Westfalen) (2001-2003) | Stuttgart (2005-2006) | Berlijn (2008)       | Tour I (2009-2010) | Tour II (2011-2012) | Tour III (2015-2016) |
| --------------------------------------------- | --------------------------------------- | --------------------- | -------------------- | ------------------ | ------------------- | -------------------- |
| Keizerin Elisabeth in Beieren (1837-1898)     | Pia Douwes                              | Maike Boerdam         | Pia Douwes           | Annemieke van Dam  | Annemieke van Dam   | Roberta Valentini    |
| Alternate                                     |                                         |                       | Annemieke van Dam    |                    |                     |                      |
| De Dood                                       | Uwe Kröger                              | Olegg Vynnyk          | Uwe Kröger           | Oliver Arno        | Mark Seibert        | Mark Seibert         |
| Luigi Lucheni                                 | Carsten Lepper                          | Carsten Lepper        | Bruno Grassini       | Bruno Grassini     | Kurosch Abbasi      | Kurosch Abbasi       |
| Keizer Frans Jozef I van Oostenrijk           | Michael Shawn Lewis                     | Ivar Helgasson        | Markus Pol           | Markus Pol         | Mathias Edenborn    | Maximilian Mann      |
| Aartshertogin Sophie van Beieren              | Gabriele Ramm                           | Susan Rigvava-Dumas   | Christa Wettstein    | Christa Wettstein  | Betty Vermeulen     | Angelika Wedekind    |
| Aartshertog Rudolf van Oostenrijk (1858-1889) | Jesper Tydén                            | Martin Pasching       | Oliver Arno          | Thomas Hohler      | Oliver Arno         | Thomas Hohler        |
| Hertog Maximiliaan Jozef in Beieren           | Michael Flöth                           | Norbert Lamla         | Thomas Bayer         | Dennis Kozeluh     | Dennis Kozeluh      |                      |
| Hertogin Ludovika van Beieren                 | Annika Bruhns                           | Kaatje Dierks         | Maike Katrin Schmidt | Susanna Panzner    | Elissa Huber        | Caroline Sommer      |
| Kleine Rudolf                                 | Kaj Binder                              |                       |                      |                    | Yannick Mezhoud     |                      |

## Cast in Nederland
| Rol                                             | Circustheater in Scheveningen 1999-2001 | Paleis Het Loo in Apeldoorn 2017 | Paleis Soestdijk in Baarn 2018 | Tour 2025 |
| ----------------------------------------------- | --- | --- | --- | --- |
| Keizerin Elisabeth in Beieren (1837-1898)       | Pia Douwes, Maaike Widdershoven (nam de rol over na afscheid van Pia) | Pia Douwes, Maaike Widdershoven | Pia Douwes | Pia Douwes |
| Alternate                                       | Ryan van den Akker, Marleen van der Loo | | | |
| Understudy                                      | Marleen van der Loo | | | Ann Van den Broeck |
| Jonge Keizerin Elisabeth in Beieren (1837-1898) | | | | Danique Dusée |
| Understudy                                      | | | | Nori de Winter, Laura Seys |
| De Dood                                         | Stanley Burleson | Stanley Burleson | Stanley Burleson | Milan van Waardenburg |
| Alternate                                       | Addo Kruizinga | | | |
| Understudy                                      | Addo Kruizinga, René van Kooten | | | Kevin Manuputty, Walter de Kok |
| Luigi Lucheni                                   | Wim Van Den Driessche, Danny de Munk | Wim Van Den Driessche | Tony Neef | William Spaaij |
| Alternate                                       | Antonie Kamerling | | | |
| Understudy                                      | Ton Peeters, Derek Blok | | | Kevin Manuputty, Julius de Vriend |
| Keizer Frans Jozef I van Oostenrijk             | Jeroen Phaff | Jeroen Phaff | Jeroen Phaff | Guido Gottenbos |
| Alternate                                       | Paul Vaes | | | |
| Understudy                                      | Paul Vaes, Benno Hoogveld | | | Joost van der Aa, Quinten de Smedt |
| Aartshertogin Sophie van Beieren'               | Doris Baaten, Annette Nijder | Doris Baaten | Doris Baaten | Ann Van den Broeck |
| 1ste keuze                                      | Wilma Driessen (tijdens de repetities trok ze zich terug) | | | |
| Understudy                                      | Margot Giselle, Eihlin ten Hoopen | | | Saskia Schäfer, Isaura Kuyt |
| Aartshertog Rudolf van Oostenrijk (1858-1889)   | Addo Kruizinga | Addo Kruizinga | Addo Kruizinga | Ronald Jorritsma |
| Understudy                                      | Jurgen Stein, Jeroen Aarts, Ron Barents | | | Joris Braster, Julius de Vriend |
| Hertogin Ludovika in Beieren                    | Margot Giselle | Margot Giselle | | Saskia Schäfer, Isaura Kuyt (understudy) |
| Hertog Maximiliaan Jozef in Beieren             | Nico Schaap | | | Sjoerd Oomen, Niels Batens (understudy), Joost van der Aa (understudy) |
| Helene in Beieren/Frau Wolf                     | Nicole Hermans | Nicole Hermans | | Liss Walravens |
| Gravin Esterházy-Liechtenstein                  | Marleen van der Loo, Madeleine Sie | Madeleine Sie | | Isaura Kuyt |
| Alternate                                       | Céline Purcell | | | |
| Understudy                                      | Madeleine Sie | | | |
| Kleine Rudolf                                   | Robbert Klein, Bas Bovelander, Roy van Iersel, Jon Karthaus, Levi van Kempen, Michael Muller, Jurjen Peeters, Sander van der Poel, Alain Rousel, Timmy van Lingen, Ryan Beekhuizen, Job Bovelander, Alexander Gelauff, Jeroen Heiliegers, Joelle de Ronde, Gilles Rousel, Sander Schaap                                                                                              | Teun Banté | Luc Serrarens, Tiga Koppes, Mats van Heusden, Tim Klumpers, Thimothy van Haaren | Kees ten Cate, Waylon Elzer, Noah Fontijn, Noah Bellaart, Max Gevers, Carlos Amno, Joël Boek |
| Ensemble                                        | Margot Giselle, Nico Schaap, Nicole Hermans, Marleen van der Loo, Timo Bakker, René van Kooten, Ton Peeters, Ron Barents, Michel Driesse, Ger Otte, Jurgen Stein, Derek Blok, Gina de Laat, Céline Purcell, Marianne van der Veken, Eihlin ten Hoopen, Madeleine Sie, Myrna van Kemenade, Bastiaan Leijendekker, Els-Marijke Reuver, Eva Roest, Birger van Severen, Peter Stoelhorst | Ton Peeters, Paul Vaes, Ron Barents, Isabella Scholte, Gina de Laat, Marianne van der Veken, Sabastiano Zafarana, Marcel Visscher, Linda Hibma, Jurgen Stein, Eihlin ten Hoopen, Robert Besselaar, Roberto de Groot | Ton Peeters, Paul Vaes, Ron Barents, Isabella Scholte, Gina de Laat, Marianne van der Veken, Sabastiano Zafarana, Marcel Visscher, Linda Hibma, Jurgen Stein, Eihlin ten Hoopen, Robert Besselaar, Roberto de Groot | Nori de Winter, Laura Seys, Liss Walravens, Isaura Kuyt, Axelle Verfaillie, Walter de Kok, Martijn Claes, Kevin Manuputty, Joost van der Aa, Niels Batens, Quinten de Smedt, Femke van der Endt, Lysanne van der Sijs, Mees de Heus |
| Swings                                          | Benno Hoogveld, Isabella Scholte, Marc van Zijp, Linda Hibma, Thomasj Vets | | | |

## Cast in België
| Rol                                           | Antwerpen 2009     | Brussel 2022 (Franstalige versie) |
| --------------------------------------------- | ------------------ | --- |
| Keizerin Elisabeth in Beieren (1837-1898)     | Ann Van den Broeck | Marie-Pierre de Brienne |
| Eenmalig                                      | Annemieke van Dam  | |
| Alternate                                     |                    | Romina Palmeri |
| De Dood                                       | Oliver Arno        | Nicolas Kaplyn |
| Alternate                                     | Dieter Troubleyn   | |
| Luigi Lucheni                                 | Jan Schepens       | Antonio Macipe |
| Keizer Frans Jozef I van Oostenrijk           | Guido Gottenbos    | Arnaud Masclet |
| Aartshertogin Sophie van Beieren              | Anne Mie Gils      | Anne Mie Gils |
| Aartshertog Rudolf van Oostenrijk (1858-1889) | Thomas Hohler      | Lander Van Nuffelen |
| Hertogin Ludovika in Beieren                  | Kirsten Cools      | Ilse La Monaca |
| Hertog Maximiliaan Jozef in Beieren           | Martin Rönnebeck   | Steven Colombeen |
| Alternate                                     | Marc Coessens      | |
| Helene in Beieren                             |                    | Inge Teeuwen |
| Gravin Esterházy-Liechtenstein                |                    | Janis Van Dorsselaer |
| Frau Wolf                                     | Kirsten Cools      | Janis Van Dorsselaer |
| Kleine Rudolf                                 | Jens Hoskens       | Charlie Oliver, Achille Hourt |
| Ensemble                                      |                    | Niels Batens, Jessica Celmer, Floris Devooght, Maud Hanssens, Hélène Kamers, Daan Keisse, Eveline Maes, Ian Schelfaut, Jonas Steppe, Nando Tilkin, Ulrieke Storme |
| Swing                                         |                    | Virginie Benoist, Lucas Bierlair, Shaoline George, Amélie Henry-Biabaud, Aurelie Hugo                                                                             |

## Liedjes Nederland 1999
|                                             | Eerste Akte                                                |                                                                          |
|                                             | Proloog *                                                  | Luigi Lucheni, De Dood, Ensemble                                         |
|                                             | Als jij *                                                  | Elisabeth, Maximiliaan                                                   |
|                                             | Fijn dat jullie er zijn                                    | Ludovika, Ensemble                                                       |
|                                             | Als jij (reprise)                                          | Elisabeth                                                                |
|                                             | Ieder gunt het zijne                                       | Sophie, Franz Josef, Ensemble                                            |
|                                             | Zoals je wilt en hoopt **                                  | Luigi Lucheni, Sophie, Ludovika, Nene, Franz Josef, Elisabeth            |
|                                             | Eindeloos vrij                                             | Elisabeth                                                                |
|                                             | Niets weegt zwaar **                                       | Franz Jozef, Elisabeth                                                   |
|                                             | Kerk gezang                                                | Ensemble                                                                 |
|                                             | Alle vragen zijn gesteld                                   | Ensemble                                                                 |
|                                             | Zij past niet                                              | Maximiliaan, Sophie, Ensemble                                            |
|                                             | De eerste dans (Mayerling-Dodendans)                       | Instrumentaal                                                            |
|                                             | De laatste dans *                                          | De Dood                                                                  |
|                                             | Liefde met publiek                                         | Elisabeth, Franz Josef                                                   |
|                                             | Onze keizerin moet stralen                                 | Sophie, Gravin Esterházy-Liechtenstein, Elisabeth, Franz Josef, Ensemble |
|                                             | Mijn leven is van mij *                                    | Elisabeth                                                                |
|                                             | De eerste huwelijks jaren                                  | Luigi Lucheni, Elisabeth, Sophie, Franz Josef                            |
|                                             | Er valt een zwarte schaduw                                 | De Dood                                                                  |
|                                             | De vrolijke Apocalyps                                      | Luigi Lucheni, Ensemble                                                  |
|                                             | Mama, waar ben je? *                                       | Jonge Rudolf (10 jaar), De Dood                                          |
|                                             | Elisabeth, doe open liefste *                              | Franz Josef, Elisabeth, De Dood                                          |
|                                             | Melk *                                                     | Luigi Lucheni, Ensemble                                                  |
|                                             | Onze keizerin moet zich baden                              | Gravin Esterházy-Liechtenstein, Ensemble                                 |
|                                             | Jij gaf me dat schrijven/Mijn leven is van mij (reprise) * | Franz Josef, Elisabeth, De Dood                                          |
|                                             | Tweede Akte                                                |                                                                          |
|                                             | Kitsch *                                                   | Luigi Lucheni                                                            |
|                                             | Éljen                                                      | Ensemble, Elisabeth                                                      |
|                                             | Mama, waar ben je? (reprise)                               | Jonge Rudolf (15 jaar), De Dood                                          |
|                                             | Salon in het Hofburg                                       | Luigi Luicheni                                                           |
|                                             | Wij tegen haar                                             | Luigi Lucheni, Sophie, Ensemble                                          |
|                                             | Zonder gene *                                              | Frau Wolf, Luigi Luicheni, Ensemble                                      |
|                                             | De Franse Ziekte                                           | Gravin Esterházy-Liechtenstein, De Dood, Elisabeth                       |
|                                             | Plicht of ondergang                                        | Sophie, Franz Josef                                                      |
|                                             | Het gekkenhuis                                             | Elisabeth, Ensemble                                                      |
|                                             | Niets, niets echt niets *                                  | Elisabeth                                                                |
|                                             | Rusteloze jaren                                            | Franz Jozef, Ensemble                                                    |
|                                             | De conversatie                                             | Franz Jozef, Rudolf                                                      |
|                                             | Haat                                                       | Luigi Luicheni, Ensemble                                                 |
|                                             | Er valt een zwarte schaduw (reprise) *                     | Rudolf, De Dood                                                          |
|                                             | De samenzwering                                            | Rudolf, De Dood, Ensemble                                                |
|                                             | Als jij (reprise)                                          | Elisabeth, Maximiliaan                                                   |
|                                             | Was ik jouw spiegel maar *                                 | Rudolf, Elisabeth                                                        |
|                                             | Mayerling-Dodendans *                                      | Instrumentaal                                                            |
|                                             | Dodenklacht                                                | Elisabeth, De Dood                                                       |
|                                             | Mijn nieuwe assortiment                                    | Luigi Luicheni                                                           |
|                                             | Schepen in de nacht *                                      | Elisabeth, Franz Josef                                                   |
|                                             | Alle vragen zijn gesteld (reprise)                         | Luigi Luicheni, De Dood, Franz Josef, Ensemble                           |
|                                             | De aanval                                                  | Instrumentaal                                                            |
|                                             | De sluier valt *                                           | De Dood, Elisbeth, Ensemble                                              |
| * Op het Nederlandse castalbum te vinden    |                                                            |                                                                          |
| ** Op het Nederlandse promo album te vinden |                                                            |                                                                          |

## Liedjes België 2009
|                                    | Eerste Akte                                              |                                                                          |
|                                    | Proloog                                                  | Luigi Lucheni, De Dood, Ensemble                                         |
|                                    | Als jij                                                  | Elisabeth, Maximiliaan                                                   |
|                                    | Fijn dat jullie er zijn                                  | Ludovika, Ensemble                                                       |
|                                    | Als jij (reprise)                                        | Elisabeth                                                                |
|                                    | Ieder gunt het zijne                                     | Sophie, Franz Josef, Ensemble                                            |
|                                    | Zoals je wilt en hoopt                                   | Luigi Lucheni, Sophie, Ludovika, Nene, Franz Josef, Elisabeth            |
|                                    | Niets weegt zwaar                                        | Franz Jozef, Elisabeth                                                   |
|                                    | Alle vragen zijn gesteld                                 | Ensemble                                                                 |
|                                    | Zij past niet                                            | Maximiliaan, Sophie, Ensemble                                            |
|                                    | De eerste dans (Mayerling-Dodendans)                     | Instrumentaal                                                            |
|                                    | De laatste dans                                          | De Dood                                                                  |
|                                    | Liefde met publiek                                       | Elisabeth, Franz Josef                                                   |
|                                    | Onze keizerin moet stralen                               | Sophie, Gravin Esterházy-Liechtenstein, Elisabeth, Franz Josef, Ensemble |
|                                    | Mijn leven is van mij                                    | Elisabeth                                                                |
|                                    | De eerste huwelijks jaren                                | Luigi Lucheni, Elisabeth, Sophie, Franz Josef                            |
|                                    | Er valt een zwarte schaduw                               | De Dood                                                                  |
|                                    | De vrolijke Apocalyps                                    | Luigi Lucheni, Ensemble                                                  |
|                                    | Kind of geen kind                                        | Gravin Esterházy-Liechtenstein, Sophie, Jonge Rudolf                     |
|                                    | Elisabeth, doe open liefste *                            | Franz Josef, Elisabeth, De Dood                                          |
|                                    | Melk                                                     | Luigi Lucheni, Ensemble                                                  |
|                                    | Onze keizerin moet zich baden                            | Gravin Esterházy-Liechtenstein, Ensemble                                 |
|                                    | Jij gaf me dat schrijven/Mijn leven is van mij (reprise) | Franz Josef, Elisabeth, De Dood                                          |
|                                    | Tweede Akte                                              |                                                                          |
|                                    | Kitsch *                                                 | Luigi Lucheni                                                            |
|                                    | Éljen                                                    | Ensemble, Elisabeth                                                      |
|                                    | Als ik dansen wil *                                      | Elisabeth, De dood                                                       |
|                                    | Mama, waar ben je?                                       | Jonge Rudolf, De Dood                                                    |
|                                    | Het gekkenhuis                                           | Elisabeth, Ensemble                                                      |
|                                    | Niets, niets echt niets                                  | Elisabeth                                                                |
|                                    | Salon in het Hofburg                                     | Luigi Luicheni                                                           |
|                                    | Wij tegen haar                                           | Sophie, Ensemble                                                         |
|                                    | De heren van stand                                       | Luigi Luicheni                                                           |
|                                    | Zonder gene                                              | Frau Wolf, Luigi Luicheni, Ensemble                                      |
|                                    | De Franse Ziekte                                         | Gravin Esterházy-Liechtenstein, De Dood, Elisabeth                       |
|                                    | Plicht of ondergang                                      | Sophie, Franz Josef                                                      |
|                                    | Rusteloze jaren                                          | Franz Jozef, Ensemble                                                    |
|                                    | Er valt een zwarte schaduw (reprise)                     | Rudolf, De Dood                                                          |
|                                    | De conversatie                                           | Franz Jozef, Rudolf                                                      |
|                                    | Haat                                                     | Luigi Luicheni, Ensemble                                                 |
|                                    | Als jij (reprise)                                        | Elisabeth, Maximiliaan                                                   |
|                                    | Was ik jouw spiegel maar                                 | Rudolf, Elisabeth                                                        |
|                                    | Mayerling-Dodendans                                      | Instrumentaal                                                            |
|                                    | Dodenklacht                                              | Elisabeth, De Dood                                                       |
|                                    | Mijn nieuwe assortiment                                  | Luigi Luicheni                                                           |
|                                    | Schepen in de nacht                                      | Elisabeth, Franz Josef                                                   |
|                                    | Alle vragen zijn gesteld (reprise)                       | Luigi Luicheni, De Dood, Franz Josef, Ensemble                           |
|                                    | De aanval                                                | Instrumentaal                                                            |
|                                    | De sluier valt                                           | De Dood, Elisbeth, Ensemble                                              |
| * Op de Vlaamse promo cd te vinden |                                                          |                                                                          |

Er zijn een paar veranderingen vergeleken met de Nederlandse uitvoering in 1999. Zo zijn er voor de versie van 1999 teksten bij bedacht. De Vlaamse versie lijkt het meest op het originele hoe hij ooit was in Wenen.

## Castalbums
Elisabeth: Nederlandse Cast - Hoogtepunten (1999)
1. Proloog, Lucheni's verhoor (5:52) - Kees Coolen, Wim Van Den Driessche, Stanley Burleson, Jeroen Phaff, Doris Baaten, Addo Kruizinga & Ensemble
2. Als jij (2:24) - Pia Douwes & Nico Schaap
3. De laatste dans (3:48) - Stanley Burleson & Ensemble
4. Mijn leven is van mij (4:05) - Pia Douwes
5. Mama, waar ben je? (2:42) - Robbert Klein & Stanley Burleson
6. Elisabeth, doe open liefste (4:05) - Pia Douwes, Jeroen Phaff & Stanley Burleson
7. Melk (2:16) - Wim Van Den Driessche & Ensemble
8. Jij gaf mij dit schrijven/Mijn leven is van mij (reprise) (3:32) - Jeroen Phaff, Pia Douwes & Stanley Burleson
9. Kitsch (3:26) - Wim Van Den Driessche
10. Zonder gêne (3:09) - Nicole Hermans, Wim Van Den Driessche & Ensemble
11. Niets, niets, echt niets (2:54) - Pia Douwes
12. Er valt een zwarte schaduw (4:23) - Stanley Burleson, Addo Kruizinga & Ensemble
13. Was ik jouw spiegel maar (4:03) - Addo Kruizinga & Pia Douwes
14. Mayerling-Dodendans (1:01) - Ensemble
15. Schepen in de nacht (4:32) - Pia Douwes & Jeroen Phaff
16. De sluier valt (2:24) - Pia Douwes, Stanley Burleson & Ensemble

Elisabeth: Mijn Leven is van Mij (single) (1999)
1. Mijn leven is van mij (single version) (3:10) - Pia Douwes
2. Mijn leven is van mij (album version) (4:05) - Pia Douwes
3. De laatste dans (3:48) - Stanley Burleson & Ensemble
4. Videoclip

Elisabeth: Nederlandse Cast - Promo CD (2000)
1. Elisabeth compilatie - Mijn leven is van mij/Er valt een zwarte schaduw/Elisabeth, doe open liefste/Schepen in de nacht/De laatste dans/Mijn leven is van mij (reprise) (8:01) - Pia Douwes, Stanley Burleson, Addo Kruizinga, Jeroen Phaff & Ensemble
2. Zoals je wilt en hoopt (3:46) - Pia Douwes, Jeroen Phaff, Wim Van Den Driessche, Doris Baaten, Margot Giselle & Nicole Hermans
3. Tussen hemel en aarde (3:23) - Jeroen Phaff & Pia Douwes

Elisabeth: Vlaamse Cast - Promo CD (2009)
1. Als ik dansen wil (3:24) - Ann Van den Broeck & Dieter Troubleyn

Maike Boerdam - Dichterbij Broadway (2010)
Maike Boerdam heeft een eigen cd uitgegeven in 2009 waar zij haar versie zingt van Mijn leven is van mij
1. Maanlicht (3:47) - Maike Boerdam
2. Hoe moet ik van hem houden (3:39) - Maike Boerdam
3. Huil niet om mij, Argentina (5:01) - Maike Boerdam
4. Vannacht (2:39) - Maike Boerdam & Freek Bartels
5. Lach het maar weg (3:48) - Maike Boerdam
6. Mijn leven leef (3:21) - Maike Boerdam
7. Ik ken hem te goed (3:23) - Maike Boerdam & Simone Kleinsma
8. Denk aan mij (3:24) - Maike Boerdam & Freek Bartels
9. Mijn droom (3:33) - Maike Boerdam
10. Allerlaatste nacht (3:42) - Maike Boerdam & Tony Neef
11. Met één blik (3:45) - Maike Boerdam
12. Meisje aan het vensterraam (3:56) - Maike Boerdam & Henk Poort
13. Mijn leven is van Mij (3:56) - Maike Boerdam

### Dvd's
Op 30 en 31 oktober 2005 werd in Theater an der Wien een volledige dvd-opname van de musical gemaakt, die in zowel Duitsland als Oostenrijk verkrijgbaar is. De rolverdeling op de dvd is als volgt: 
| Rol                                           | Wenen (2005)   |
| --------------------------------------------- | -------------- |
| Keizerin Elisabeth in Beieren (1837-1898)     | Maya Hakvoort  |
| De Dood                                       | Máté Kamarás   |
| Luigi Lucheni                                 | Serkan Kaya    |
| Keizer Frans Jozef I van Oostenrijk           | André Bauer    |
| Aartshertogin Sophie van Beieren              | Els Ludwig     |
| Aartshertog Rudolf van Oostenrijk (1858-1889) | Fritz Smid     |
| Hertog Maximiliaan Jozef in Beieren           | Dennis Kozeluh |
| Hertogin Ludovika in Beieren/Frau Wolf        | Luzia Nistler  |
| Kleine Rudolf                                 | Johann Ebert   |

Na het succes van Elisabeth in Concert in 2019 waren er plannen voor een nieuwe versie. In 2022 keerde de musical in concert terug met Maya Hakvoort als Elisabeth. Er zijn voor deze uitvoering een paar dingen veranderd, zo is het de eerste keer dat Elsiabeth door 2 vrouwen vertolkt zal worden een jongere versie en een oudere versie. De rollen verwisselen zich tijden het nummer (Ich gehör nur mir) 
| Rol                                             | Wenen (2022)               |
| ----------------------------------------------- | -------------------------- |
| Keizerin Elisabeth in Beieren (1837-1898)       | Maya Hakvoort              |
| Jonge Keizerin Elisabeth in Beieren (1837-1898) | Abla Alaoui                |
| De Dood                                         | Mark Seibert               |
| Luigi Lucheni                                   | David Jakobs               |
| Keizer Frans Jozef I van Oostenrijk             | André Bauer                |
| Aartshertogin Sophie van Beieren                | Daniela Ziegler            |
| Aartshertog Rudolf van Oostenrijk (1858-1889)   | Lukas Perman               |
| Hertog Maximiliaan Jozef in Beieren             | Hans Neblung               |
| Hertogin Ludovika in Beieren/Frau Wolf          | Katja Berg                 |
| Kleine Rudolf                                   | Philipp Gruber-Hirschbrich |

Zoals gebruikelijk bij Joop van den Ende, heeft hij tijdens een van de laatste try-outs een volledige live-registratie laten maken van de musical Elisabeth. Deze is echter niet verkrijgbaar. Er bestaat ook zo'n opname van de productie te Wenen 1992, Essen 2001 en Antwerpen 2009

### Tienjarig jubileumconcert
Ter gelegenheid van de tiende verjaardag van de musical Elisabeth was er op 21 oktober 2002 een groot galaconcert in het Wiener Konzerthaus (Weense Concertgebouw). Het concert bestond uit optredens uit alle internationale versies die er van Elisabeth zijn geweest. De Duitstalige producties kregen de meeste aandacht (met name de oerversie in Wenen). Van de verschillende Duitstalige casts waren meerdere artiesten aanwezig. Van de overige internationale versies van Elisabeth waren alleen de oorspronkelijke hoofdrolspelers aanwezig.
Voor Nederland waren dit Pia Douwes, Stanley Burleson en Jeroen Phaff. Met z'n drieën zongen ze Elisabeth, doe open liefste in het Nederlands.
Burleson zong ook mee in Der letzte Tanz (de laatste dans) Hij zong het eerste couplet in het Nederlands, waarna een drietal Duitsers, Felix Martin, Thomas Borchert en Uwe Kröger, een Japanner, Ichiro Maki, en een Hongaar, Szilveszter P. Szabo afwisselend opvolgden, ieder in zijn of haar eigen taal. Ichiro Maki deed de rol als oud Takarazuka performer, in die revue spelen vrouwen alle rollen.
Hetzelfde gebeurde in Ich gehör nur mir (Mijn leven is van mij) waarin Douwes het laatste couplet voor haar rekening nam, in het Nederlands, ze zong die avond ook I belong to me (Ich gehör nur mir), een Engelstalige akoestische versie van Mijn leven is van mij en met Viktor Gernot (Franz-Joseph in de oerproductie in Wenen) Boote in der Nacht (Schepen in de nacht). Ook Maike Boerdam en Maya Hakvoort traden op. Ook zong iedereen der Schleier fällt (De Sluier valt) samen in hun eigen taal en aan het einde in het Duits.
Van deze avond is een cd met de hoogtepunten verkrijgbaar.
Naar aanleiding van het jubileum gaf de Oostenrijkse Post ook een postzegel met als motief de musical Elisabeth uit.

### Trivia
- In Duitsland, Oostenrijk en zelfs in Zwitserland is de rol van Elisabeth vaak vertolkt door een Nederlandse (Vlaamse) actrice:

Pia Douwes
Wenen 1992-1994, Essen 2001-2002, Stuttgart 2006, Berlijn 2007-2008, Wenen 2019 
Maya Hakvoort
Wenen 1994-1998, Wenen 2003-2005, Wenen 2023
Maike Boerdam
Essen 2002-2003, Stuttgart 2005-2006
Willemijn Verkaik
Thun 2006-2007
Annemieke van Dam
Stuttgart 2005-2008, Berlijn 2008, Zürich 2008-2009, Tournee door Duitsland en Oostenrijk 2009-2010, Tournee door Duitsland en Oostenrijk 2011-2012, Wenen 2012-2014.
- Annemieke van Dam heeft één keer de rol in het Nederlands vertolkt in Antwerpen.
- Toen de musical naar Essen ging, is het liedje Wenn Ich Tanzen Will toegevoegd. Dit liedje is gebruikt bij de uitvoering in Antwerpen. Voor het concert bij de koninklijke paleizen is bij Paleis het Loo en Paleis Soestdijk het liedje hertaald.
- De Nederlandse zangeres Susan Erens zingt het lied I Belong to me(het leven is van mij) uit de musical tijdens concerten van André Rieu.

'14-'18 · '40-'45 (België) · '40-'45 (Nederland) · 1830 · De 3 Biggetjes · 3 Musketiers · Aida · Albert I · Alice in Wonderland · A xXxmas Carola · Anatevka · Assepoester · Belle en het Beest · Billie Holiday · Bloedbroeders · The Bodyguard · Cabaret · Camelot · Cats · Chicago · Ciske de Rat · Cyrano de Bergerac · De Schone van Boskoop · Daens · Damiaan · Dirty Dancing · Doe Maar! · Domino · Doornroosje · Dracula · Drood · Elisabeth · Evita · Fame · De Finale · Flashdance · Foxtrot · Goodbye, Norma Jeane · Grease · Hair · High School Musical · De Jantjes · Jeanne d'Arc · Jekyll & Hyde · Jersey Boys · Jesus Christ Superstar · Kadanza · De kleine zeemeermin · Koning van Katoren · Kruimeltje · Kuifje: De Zonnetempel · Kunt u mij de weg naar Hamelen vertellen, mijnheer? · The Last Five Years · Lelies · The Lion King · The Little Mermaid · Love Story · Lover of Loser · Mamma Mia! · De man van La Mancha · Marie-Antoinette · Mary Poppins · Les Misérables · Miss Saigon · Moulin Rouge! De Musical · Muerto! · De Muze van Rubens · My Fair Lady · On Your Feet! · Op hoop van Zegen · Oorlogswinter · The Passion · Pauline & Paulette · The Phantom of the Opera · Pinokkio · Red Star Line · Rembrandt · Robin Hood · Romeo en Julia, van Haat tot Liefde · De Rozenoorlog · Rubens · Shhh...it happens! · Shrek · Soldaat van Oranje · Spring Awakening · De sprookjesmusical Klaas Vaak · Sneeuwwitje · The Sound of Music · Tarzan · Titanic · Turks fruit · Urinetown · De Vliegende Hollander · Wat Zien Ik?! · Wicked · The Wild Party · Willem & Frieda: Roze Verzet · The Wiz · Wickie de viking de musical
    Portaal Musical